# خانوو
خانوو (به لهستانی:  Hanów) یک روستا در لهستان است که در گمینا دنبووا کوودا واقع شده‌است.